# Eucyrtopogon incompletus
Eucyrtopogon incompletus är en tvåvingeart som beskrevs av Adisoemarto 1967. Eucyrtopogon incompletus ingår i släktet Eucyrtopogon och familjen rovflugor.
Artens utbredningsområde är Alberta. Inga underarter finns listade i Catalogue of Life.